# Argia plana
Argia plana е вид водно конче от семейство Coenagrionidae. Видът не е застрашен от изчезване.

## Разпространение
Разпространен е в Гватемала, Мексико (Гереро, Дуранго, Идалго, Керетаро, Коауила де Сарагоса, Мексико, Мичоакан, Морелос, Нуево Леон, Сан Луис Потоси, Синалоа, Сонора, Чиапас и Чиуауа) и САЩ (Айова, Аризона, Арканзас, Илинойс, Канзас, Колорадо, Мисури, Ню Мексико, Оклахома, Тексас, Уисконсин и Южна Дакота).

## Описание
Популацията на вида е стабилна.